# Palazzo Ravaschieri di Satriano

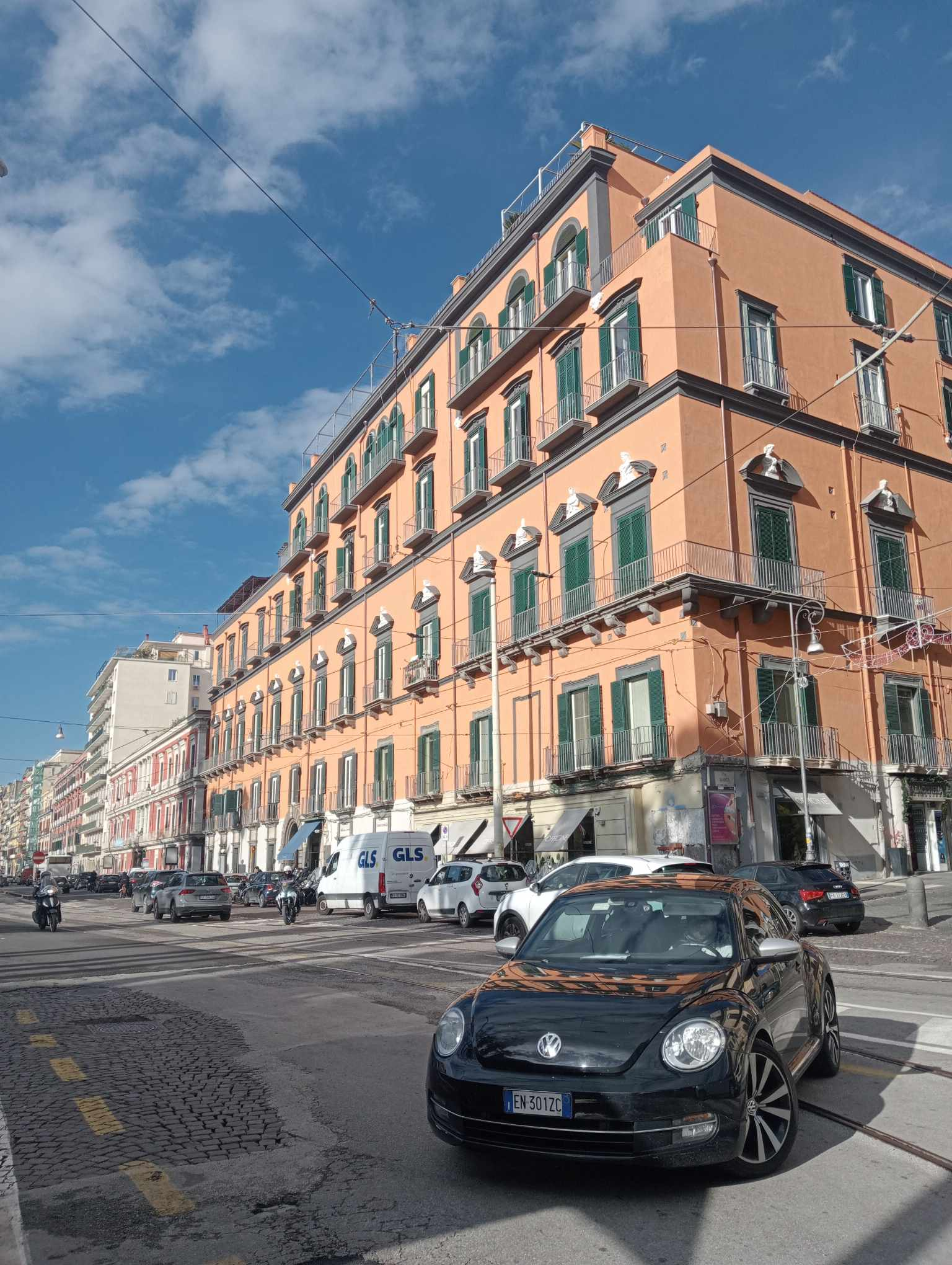
Palazzo Ravaschieri di Satriano in Neapel: Fassade zur Riviera di Chiaia im Dezember 2023

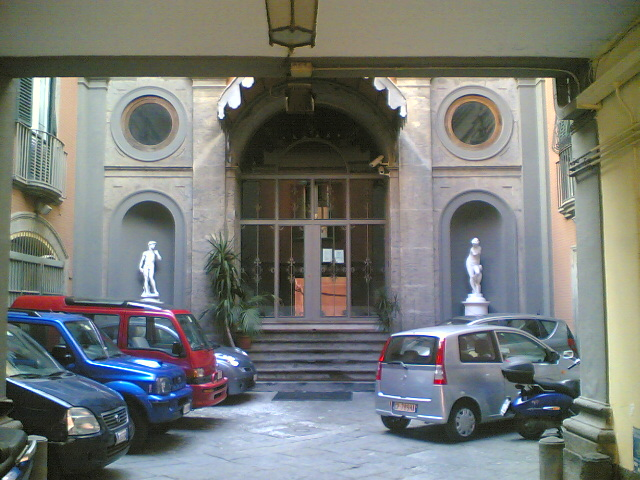
Der Seiteneingang

Der Palazzo Ravaschieri di Satriano ist ein Palast aus dem 17. Jahrhundert im Viertel Chiaia in Neapel in der italienischen Provinz Kampanien. Er liegt an der Riviera di Chiaia, 287.

## Geschichte
Dieser Palast war einer der ersten, die in dieser Gegend gebaut wurden: Er entstand 1605, wie der Schlussstein des Eingangsportals bezeugt. Bauherr war der Prinz Spinelli von Cariati und später wurde der Palast an den Vizekönig Fadrique Álvarez de Toledo y Ponce de Léon, Markgraf von Villafranca und Botschafter beim Kirchenstaat, vermietet. 1672 folgte ihm der Vizekönig Markgraf von Astorga und später der Markgraf von Los Velez nach, der dort bis 1682 wohnte.
Im 18. Jahrhundert wurde der Palast unter Leitung des Architekten ‚‚Ferdinando Sanfelice‘‘ aus Neapel restauriert, der eine Angehörige der neuen Eigentümerfamilie, der Ravaschieris, zur Frau genommen hatte. Goethe wurde dort während seines Aufenthalts in Neapel willkommen geheißen. Im Laufe der Zeit wurde der Palast Aufstockungen und Umbauten unterzogen.

## Beschreibung
Der Palast von bemerkenswerter Größe füllt den Block zwischen der Riviera di Chiaia, der Via Calabritto und dem Vico Satriano. Seine Hauptfassade zeigt Büsten zwischen den gebrochenen, dreieckigen und runden Tympana. Der Eingang ist durch ein kleines Portal in Piperno mit einem Wappen der Ravaschieris in Marmor auf dem Schlussstein gekennzeichnet.
Die Fassade zeigt einen kleinen Balkon an der rechten Ecke des Gebäudes, der über der Via Calabritto hängt.
Der Nebeneingang am Vico Satriano führt in einen schönen Innenhof, der mit Marmorstatuen verziert ist.
Im Inneren des Palastes gibt es noch Gewölbe aus dem 18. Jahrhundert, die mit Fresken versehen sind, die Crescenzio La Gamba zugeschrieben werden, und aus dem 19. Jahrhundert.

## Sonstiges
Hier wurde 1861 der bekannte Schriftsteller Federico de Roberto geboren.